# Remenchus-Gletscher
Der Remenchus-Gletscher ist ein 13 km langer und 6,5 km breiter Gletscher an der Knox-Küste des ostantarktischen Wilkeslands. Er fließt vom antarktischen Eisschild in nordwestlicher Richtung und endet in einer kleinen, aber markanten Gletscherzunge unmittelbar östlich der Mariner-Inseln und 19 km nordöstlich der Bunger Hills.
Kartiert wurde er anhand von Luftaufnahmen, die bei der Operation Highjump (1946–1947) entstanden. Das Advisory Committee on Antarctic Names benannte ihn 1955 nach John Joseph Remenchus (1921–1988), Chefpilot bei der Operation Windmill (1947–1948), der Flüge zur Erstellung von Luftaufnahmen über dem Kaiser-Wilhelm-II.-Land, Königin-Marie-Land, der Knox-Küste und der Budd-Küste zwischen Januar und Februar 1948 unternommen hatte.